# Muonio (rivier)

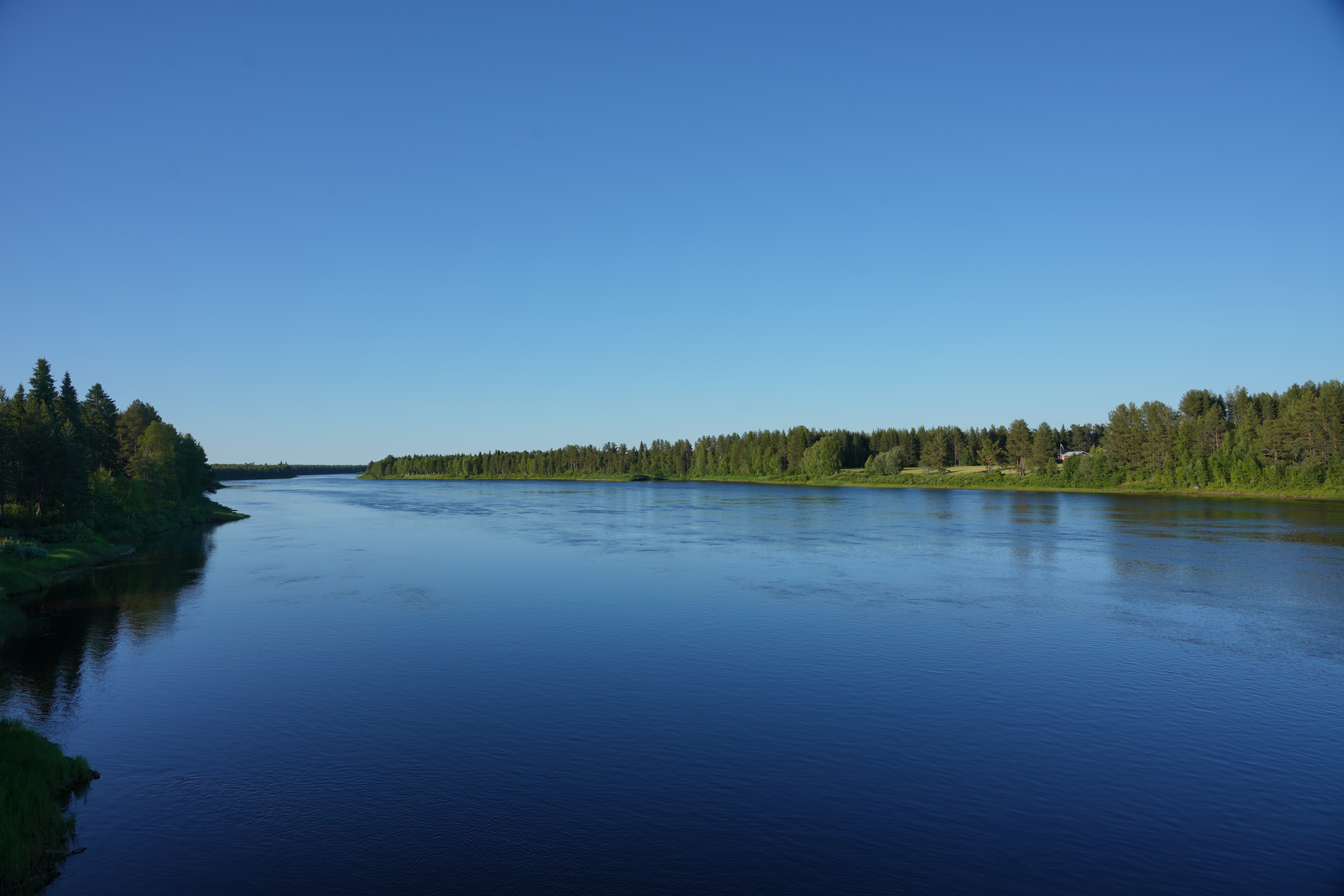
Muonio tussen gemeenten Pajala en Kolari

De Muonio, Zweeds: Muonioälven, Fins: Muonionjoki, is een rivier tussen Zweden en Finland, die 232 km de grens tussen de twee landen is. Er zitten veel bochten in de rivier. De plaats waar de Könkämä uit Zweden en de Lätäseno uit Finland samenkomen wordt meestal als beginpunt van de rivier aangenomen, iets ten noorden van de plaatsen Karesuando Z en Kaaresuvanto F. De rivier eindigt bij Pajala Z waar de Muonio de Torne instroomt. Zijrivieren van Munio zijn de Airi en de Parka. De Orjanpuas ligt enige afstand evenwijdig aan de Munio. De rivier is ondiep en voor beroepsvaart ongeschikt. Er zijn maar een paar plaatsen waar er een brug over de rivier ligt: Karesuando, Muonio en Kolari. De Europese weg 8 en de Riksväg 99 lopen evenwijdig aan de Munio.